# Cueva del Hierro
Cueva del Hierro – gmina w Hiszpanii, w prowincji Cuenca, w Kastylii-La Mancha, o powierzchni 28,2 km². W 2011 roku gmina liczyła 37 mieszkańców.